# Zacatecas
Zacatecas – stan w północno-środkowym Meksyku. Graniczy ze stanami: Durango (na północnym zachodzie), Coahuila (na północy), San Luis Potosí (na wschodzie), Aguascalientes (na południu) i Jalisco (na południowym zachodzie).

## Podział administracyjny
Zacatecas dzieli się na 58 gmin (hiszp. municipios), z których największa pod względem powierzchni jest gmina Mazapil (12 139 km²), natomiast najliczniej zamieszkana gmina Fresnillo (230 865 mieszkańców w 2015 roku). 

## Historia
Przed przybyciem Hiszpanów region był zamieszkany przez Indian z grup Zacateco, Caxcán i Guachichile. Większość z nich zajmowała się zbieractwem i myślistwem, chociaż istniały nieliczne osiedla.
Cristóbal de Onate i Pedro Almendez Chirinos (obydwaj byli porucznikami w wyprawie Nuño Beltrána de Guzmána) zorganizowali oddziały złożone z Hiszpanów oraz z Indian (plemię Tlaxcaleca), które opanowały region. Po założeniu miasta Zacatecas Chirinos ze swoimi ludźmi wrócił do środkowego Meksyku. W kategoriach administracyjnych Zacatecas pozostawało częścią Nowej Galicji.
Kolonizacja Zacatecas od samego początku napotykała na problemy, z których najważniejszym była wrogość tubylców. Indianie Caxcán zadali znaczne straty oddziałom hiszpańskich konkwistadorów. Jeden z wodzów indiańskich, imieniem – Tenamextle wywołał powstanie, w wyniku którego pojmany a następnie stracony w 1541 został konkwistador – Miguel de Ibarra. Inny z Hiszpanów – Francisco de Ibarra zbiegł do sąsiedniej Guadalajary po tym jak rokowania pokojowe spełzły na niczym. Hiszpanom pod wodzą wicekróla – Antonio de Mendozy udało się spacyfikować Indian w czasie tzw. Wojny Mixtón. Armia hiszpańska miała w swoich szeregach sprzymierzeńców z plemion Tlaxcalteca i Purepecha. Tenamextle ze swojej dwunastotysięcznej armii stracił 10 tys. ludzi, jednak jemu samemu udało się zbiec i stawiać opór Hiszpanom jeszcze przez osiem lat.
Pod odkryciu w 1548 srebra do Zacatecas napłynęli w większej liczbie osadnicy. Zniszczone wcześniej miasto Zacatecas zostało odbudowane. Założonych zostało kilka kopalni. Jednak transporty ze srebrem były ciągle atakowane przez Indian, którzy upatrzyli sobie tzw. „srebrne drogi« jako główne cele swoich ataków. Do połowy XVII w. wydobycie srebra wyraźnie rosło, później jednak zmalało. Ponadto w dalszym ciągu Indianie oraz zbiegli niewolnicy utrudniali wymianę handlową z pobliską Guadalajarą i atakowali hiszpańskie osiedla.
Od końca XVIII w. kopalnie srebra zaczynają znowu lepiej prosperować. Zapoczątkowany w 1810 ruch niepodległościowy dotarł do regionu. Przywódcy rebeliantów liczyli, że srebro pozwoli im na finansowanie ich walki. Po straceniu Miguela Hidalgo y Costilli – inicjatora zrywu przeciwko Hiszpanii, do Zacatecas przybyło wielu uczestników powstania. Jednak w 1811 rojalistom udaje się opanować sytuację. Zacatecas stało się częścią niepodległego Meksyku w 1821. W 1823 region został formalnie inkorporowany do federacji jako stan. W 1825 uchwalona została pierwsza konstytucja stanowa.
Walki o władzę wpłynęły także na sytuację Zacatecas i hamowały wyraźnie rozwój gospodarczy stanu. Dopiero po wygranej liberałów i objęciu urzędu prezydenta przez Benito Juáreza zapanował wreszcie długo oczekiwany spokój. Od tego momentu widoczny stał się postęp w życiu gospodarczym i handlowym stanu. W 1880 gubernator García de la Cadena starł się w wyborach prezydenckich z Porfirio Díazem. Pomimo przegranej zdecydował się wystąpić przeciwko Diazowi ale został ponownie pokonany.
W 1910 rozpoczyna się rewolucja meksykańska, która kończy się dopiero w 1917 po uchwaleniu nowej konstytucji. W tym czasie Zacatecas tak jak i reszta kraju było pogrążone w chaosie. W następnych latach rządy w gęsto zaludnionym i rolniczym regionie sprawowała partia PRI, której udało się odsunąć opozycję od władzy. Pluralizacja życia politycznego nastąpiła dopiero pod koniec XX w.

## Zabytki
- Katedra w Zacatecas – położona przy placu Hidalgo. Budowę rozpoczęto ok. 1612 roku. W 1707 przebudowana w stylu churrigueryzmu.

## Warunki geograficzne i klimatyczne
Najgłębszym wąwozem jest Las Lecheras (głębokość: 3,050 m). Otaczają go następujące pasma górskie (sierry): Las Bocas, Sombrerete, Los Huacales, Los Alamos, Chapultepec i Zuldaca.
Znajduje się tu wiele wysokich szczytów. Głównym łańcuchem górskim przebiegającym przez stan jest Sierra Madre Zachodnia.
Z ważniejszych rzek można wymienić; San Pedro, Juchipilę, Jerez, Tlaltenango, San Andrés, Atengo i Valparaíso
Na północnym płaskowyżu, na którym położona jest stolica stanu panuje klimat chłodny. W lecie jest on bardziej łagodny i suchy. Średnia temperatura wynosi ok. 17 °C. Średnia roczna opadów sięga 28 cm.
Ze względu na formacje roślinne stan można podzielić na trzy części. Pierwszą z nich tworzy Sierra Madre Oriental na północy, druga jest Płaskowyż Środkowy a trzecią Sierra Madre Occidental na południu. Na północy rosną: palmy, kaktusy i jukki. W środkowej części przeważają pastwiska, a na południu oprócz pastwisk występują jeszcze lasy sosnowe i dębowe.
Do pospolitych zwierząt należą: kojoty, oposy, jelenie i dziki. Swoje siedliska mają tu też: orły, indyki i ary. Utworzony został Park Narodowy Sierra de Organos.

## Gospodarka
Poszczególne sektory gospodarki stanu wg ich udziału w PKB, kształtują się następująco: przemysł (5%), usługi (21%), handel (14%), transport (7%), finanse (19%), rolnictwo (25%), budownictwo (5%) i górnictwo (4%). 
Większość zakładów przemysłowych jest nastawiona na przetwórstwo żywności.
Rolnictwo jest najważniejszym sektorem gospodarki stanu. Uprawia się m.in. owoce (winogrona, guawy, jabłka, brzoskwinie), kukurydzę i ziemniaki. Hoduje się głównie bydło i owce.
Zacatecas jest jednym z największych ośrodków wydobycia srebra na świecie. Główne kopalnie znajdują się niedaleko Fresnillo. Wydobycie srebra w Zacatecas od powstania stanu do chwili obecnej ma duże znaczenie ekonomiczne, gdyż w 2010 roku wydobyto 1 855 145 kg tego kruszcu, co stanowi 46,4 produkcji całego kraju.

## Turystyka
Znajdują się tu otwarte dla zwiedzających kopalnie srebra. Oprócz tego stolica stanu słynie ze swojej kolonialnej architektury, katedry i parku Enrique Estrada.

## Galeria

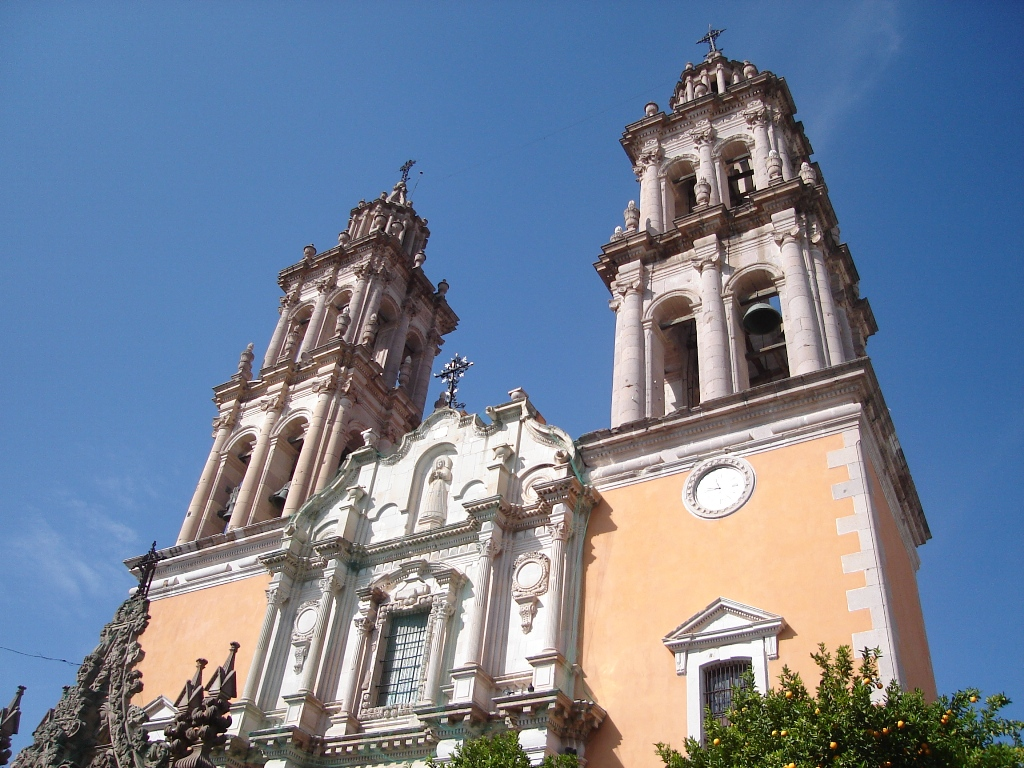
Jerez
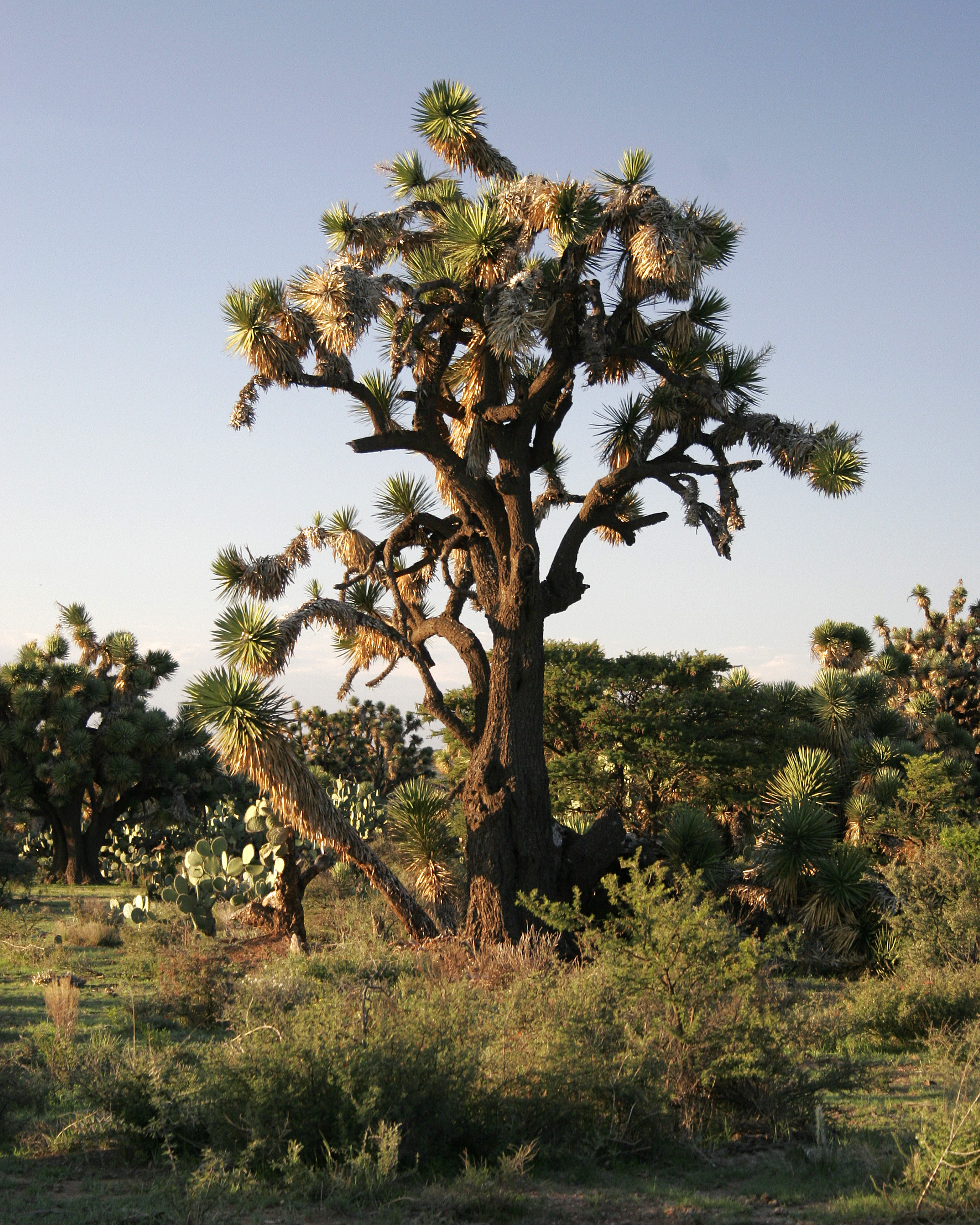
Jukka (typowa roślinność stanu)
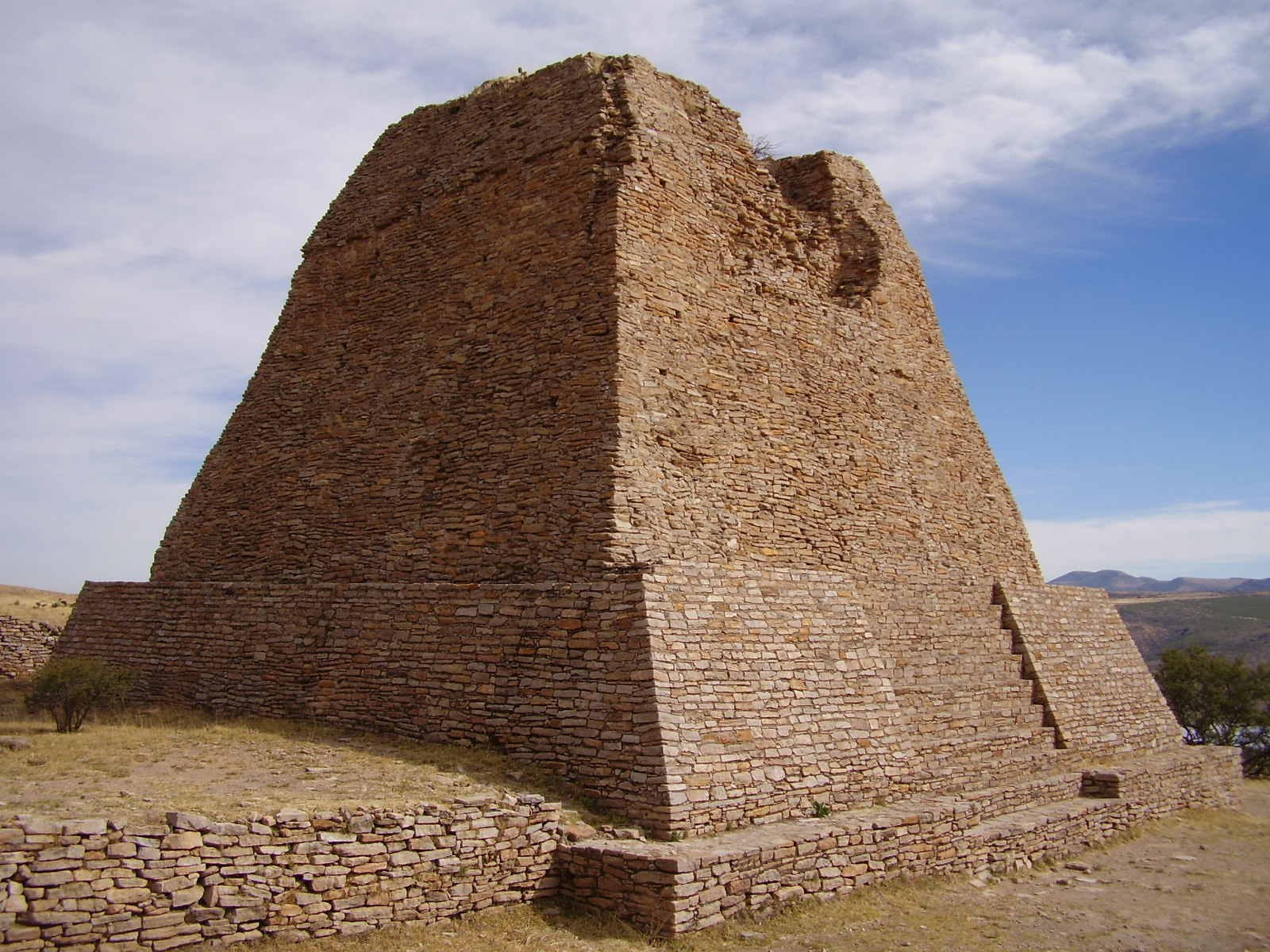
La Quemada
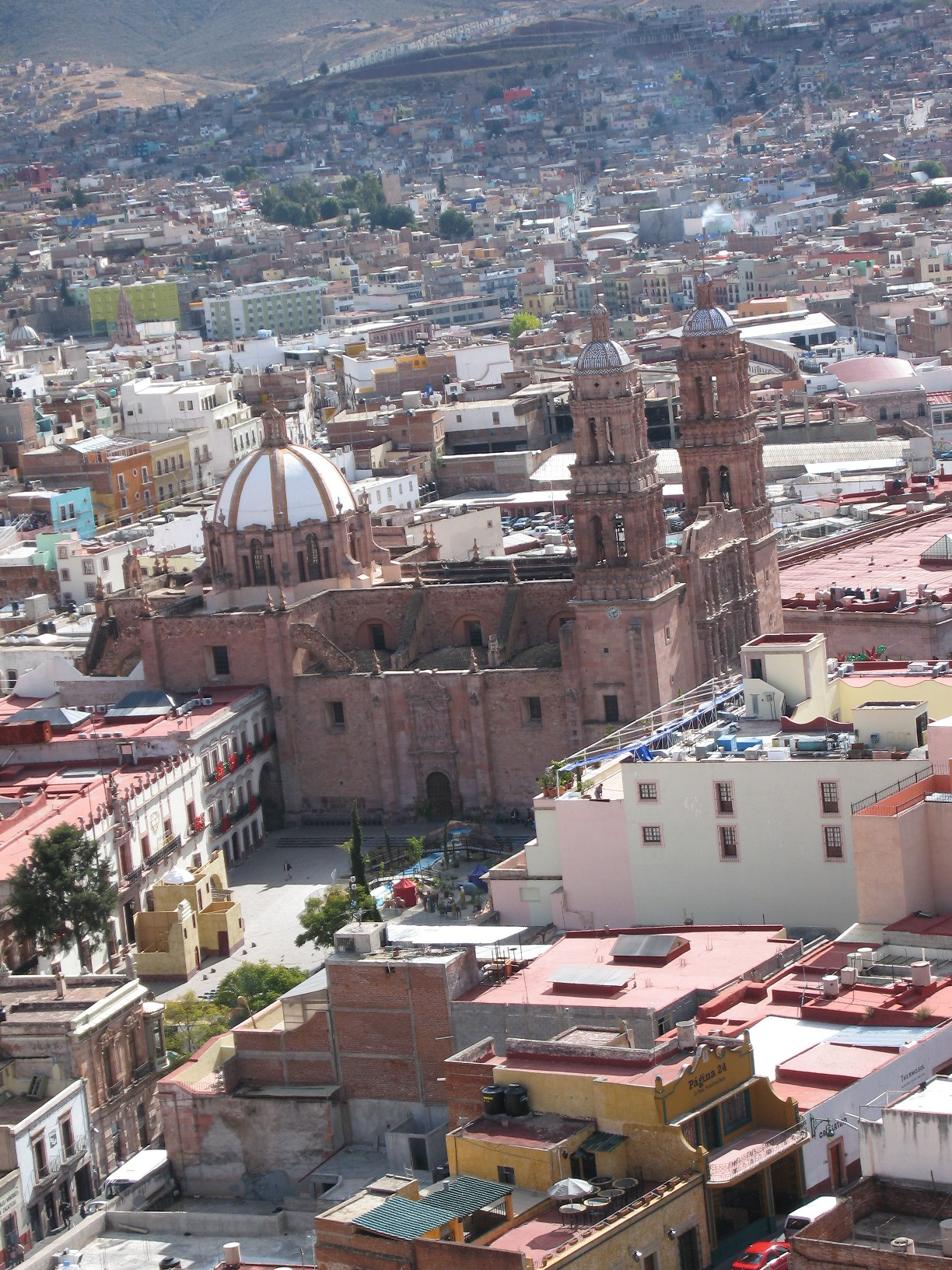
Convento de San Francisco